# Professional'nyj Basketbol'nyj klub Lokomotiv Kuban' 2012-2013
Questa voce raccoglie le informazioni riguardanti il Professional'nyj Basketbol'nyj klub Lokomotiv Kuban' nelle competizioni ufficiali della stagione 2012-2013.

## Stagione
La stagione 2012-2013 del Professional'nyj Basketbol'nyj klub Lokomotiv Kuban' è la 16ª nel massimo campionato russo di pallacanestro, la VTB United League.

## Roster
Aggiornato al 12 luglio 2019
| Lokomotiv Kuban Krasnodar 2012-13 | Lokomotiv Kuban Krasnodar 2012-13 |
| Giocatori                         | Staff tecnico                     |
| --------------------------------- | --------------------------------- |

| N. | Naz.                                           | Ruolo | Nome               | Anno | Alt.   | Peso   |  |
| -- | ---------------------------------------------- | ----- | ------------------ | ---- | ------ | ------ |  |
| 4  | Russia (bandiera)                              | G     | Maksim Grigor'ev   | 1990 | 195 cm | 90 kg  |  |
| 5  | Stati Uniti (bandiera)                         | AG    | Derrick Brown      | 1987 | 203 cm | 106 kg |  |
| 7  | Russia (bandiera)                              | AG    | Nikita Šabalkin    | 1986 | 206 cm | 104 kg |  |
| 7  | Stati Uniti (bandiera)                         | AG    | Richard Hendrix    | 1986 | 206 cm | 113 kg |  |
| 8  | Russia (bandiera)                              | C     | Aleksej Savrasenko | 1979 | 215 cm | 120 kg |  |
| 9  | Lituania (bandiera)                            | P     | Mantas Kalnietis   | 1986 | 195 cm | 92 kg  |  |
| 10 | Russia (bandiera)                              | G     | Sergej Bykov (C)   | 1983 | 190 cm | 90 kg  |  |
| 11 | Russia (bandiera)                              | AP    | Valerij Lichodej   | 1986 | 204 cm | 100 kg |  |
| 13 | Lituania (bandiera)                            | AP    | Simas Jasaitis     | 1982 | 202 cm | 98 kg  |  |
| 14 | Russia (bandiera)                              | G     | Maksim Koljuškin   | 1990 | 193 cm | 78 kg  |  |
| 15 | Stati Uniti (bandiera)                         | G     | Jimmy Baron        | 1986 | 191 cm | 89 kg  |  |
| 20 | Russia (bandiera)                              | A     | Andrej Zubkov      | 1991 | 206 cm | 100 kg |  |
| 21 | Russia (bandiera)                              | C     | Grigorij Šuchovcov | 1983 | 211 cm | 102 kg |  |
| 22 | Australia (bandiera)                           | C     | Aleks Marić        | 1984 | 211 cm | 125 kg |  |
| 24 | Costa d'Avorio (bandiera) · Francia (bandiera) | C     | Ali Traoré         | 1985 | 208 cm | 113 kg |  |
| 33 | Stati Uniti (bandiera) · Grecia (bandiera)     | P     | Nick Calathes      | 1989 | 196 cm | 97 kg  |  |
| 45 | Russia (bandiera)                              | A     | Maksim Šeleketo    | 1987 | 205 cm | 104 kg |  |

| Allenatore                                                                                         |
| - Evgenij Pašutin                                                                                  |
| Assistente/i                                                                                       |
| - Saša Grujić - Ivan Jeremić - Zachar Pašutin Legenda - (C) Capitano - (IN) Inattivo - Infortunato |

## Mercato

### Sessione estiva
| Acquisti | Acquisti           | Acquisti             | Acquisti   | Acquisti |
| R.a      | Nome               | da                   | Modalità   |          |
| -------- | ------------------ | -------------------- | ---------- | -------- |
| P        | Mantas Kalnietis   | Žalgiris Kaunas      | definitivo |          |
| P        | Nick Calathes      | Panathīnaïkos        | definitivo |          |
| AP       | Valerij Lichodej   | Sptk. S. Pietroburgo | definitivo |          |
| C        | Aleksej Savrasenko | UNICS Kazan'         | definitivo |          |
| G        | Jimmy Baron        | San Sebastián        | definitivo |          |
| C        | Aleks Marić        | Panathīnaïkos        | definitivo |          |
| AP       | Simas Jasaitis     | Türk Telekom         | definitivo |          |

| Cessioni | Cessioni         | Cessioni         | Cessioni       | Cessioni |
| R.       | Nome             | a                | Modalità       |          |
| -------- | ---------------- | ---------------- | -------------- | -------- |
| G        | K.C. Rivers      | Chimki           | fine contratto |          |
| P        | Roderick Blakney | Free agent       | fine contratto |          |
| P        | Lionel Chalmers  | Aliağa Petkim    | fine contratto |          |
| P        | Vlado Ilievski   | Anadolu Efes     | fine prestito  |          |
| C        | Artëm Zabelin    | Spartak Primor'e | rescissione    |          |
| AC       | Jeremiah Massey  | Free agent       | fine contratto |          |
| AC       | Michał Ignerski  | Dinamo Sassari   | fine contratto |          |

### Dopo l'inizio della stagione
| Acquisti | Acquisti        | Acquisti          | Acquisti         | Acquisti   |
| R.       | Nome            | da                | Data             | Modalità   |
| -------- | --------------- | ----------------- | ---------------- | ---------- |
| AG       | Derrick Brown   | San Antonio Spurs | 31 ottobre 2012  | definitivo |
| AG       | Richard Hendrix | Olimpia Milano    | 22 febbraio 2013 | prestito   |

| Cessioni | Cessioni        | Cessioni     | Cessioni         | Cessioni    |
| R.       | Nome            | a            | Data             | Modalità    |
| -------- | --------------- | ------------ | ---------------- | ----------- |
| C        | Ali Traoré      | Stella Rossa | 10 dicembre 2012 | rescissione |
| AG       | Nikita Šabalkin | UNICS Kazan' | gennaio 2013     | rescissione |